# Hacinebi
Hacinebi est un site archéologique de Turquie situé dans la province de Şanlıurfa, près de Birecik, sur les rives de l'Euphrate. Le site, s'étendant sur environ 3,3 hectares, a été fouillé par une équipe américaine dirigée par Gil Stein, entre 1992 et 1997. Les niveaux mis au jour correspondent essentiellement à la période d'Uruk, au IVe millénaire av. J.-C., mais des objets des périodes hellénistique et romaine ont également été mis au jour.
Les fouilleurs du site ont identifié plusieurs niveaux archéologiques pour la période d'Uruk : phase A (4100-3800 av. J.-C.), phase B1 (3800-3700 av. J.-C.) et phase B2 (3700-3300 av. J.-C.). Les deux premières connaissent une influence mésopotamienne limitée, et celle-ci devient très importante durant la phase B2, durant laquelle Hacinebi voit peut-être l'installation de colons venus de Basse Mésopotamie (région d'Uruk), identifiés par la présence de céramique typique de la culture d'Uruk mais aussi des éléments architecturaux (cônes formant des mosaïques murales), divers objets (faucille en argile) et des sceaux. Ils constitueraient alors un petit comptoir dans un site qui reste majoritairement marqué par l'aspect matériel caractéristique de l'Anatolie du sud-est de la période ; il ne s'agit donc pas d'une installation de type colonial comme on a pu en identifier à Habuba Kabira. La présence de sceaux caractéristiques des cultures anatoliennes aux côtés de ceux de type urukéen semblent indiquer la présence d'une administration locale.